# Mastigodryas
Mastigodryas – rodzaj węży z podrodziny Colubrinae w rodzinie połozowatych (Colubridae).

## Zasięg występowania
Rodzaj obejmuje gatunki występujące w Meksyku, Belize, Gwatemali, Salwadorze, Hondurasie, Nikaragui, Kostaryce, Panamie, Kolumbii, Wenezueli, Trynidadzie i Tobago, Saint Vincent i Grenadynach, Grenadzie, Gujanie, Gujanie Francuskiej, Brazylii, Ekwadorze, Peru, Boliwii, Paragwaju i Argentynie.

## Systematyka

### Etymologia
- Mastigodryas: gr. μαστιξ mastix, μαστιγος mastigos „bicz, bat”[7]; δρυς drus, δρυος druos „drzewo, zwłaszcza dąb”[8].
- Eudryas: gr. ευ eu „ładny, dobry”[9]; δρυς drus, δρυος druos „drzewo, zwłaszcza dąb”[8]. Gatunek typowy: Coluber boddaerti Sentzen, 1796.
- Dryadophis: gr. δρυς drus, δρυος druos „drzewo, zwłaszcza dąb”[8]; οφις ophis, οφεως opheōs „wąż”[10]. Nowa nazwa dla Eudryas Fitzinger, 1843 (nazwa zajęta przez Eudryas Boisduval, 1836 (Lepidoptera)).

### Podział systematyczny
Do rodzaju należą następujące gatunki:
- Mastigodryas alternatus (Bocourt, 1884)
- Mastigodryas amarali (Stuart, 1938)
- Mastigodryas boddaerti (Sentzen, 1796)
- Mastigodryas bruesi (Barbour, 1914)
- Mastigodryas cliftoni (Hardy, 1964)
- Mastigodryas danieli Amaral, 1935
- Mastigodryas dorsalis (Bocourt, 1890)
- Mastigodryas heathii (Cope, 1875)
- Mastigodryas melanolomus (Cope, 1868)
- Mastigodryas moratoi Montingelli & Zaher, 2011
- Mastigodryas pleei (Duméril, Bibron & Duméril, 1854)
- Mastigodryas pulchriceps (Cope, 1868)
- Mastigodryas reticulatus (Peters, 1863)